# Los pobrecitos
Los pobrecitos es una obra de teatro de Alfonso Paso, estrenada el 29 de marzo de 1957 en el Teatro María Guerrero de Madrid.

## Argumento
En una humilde pensión, la casera desprecia continua y despiadadamente a sus inquilinos, a los que considera unos pobrecitos, desde su actitud de gran señora. Cuando toma la decisión de expulsarlos de la pensión por impago, los inquilos comienzan a recibir sobres anónimos que contienen importantes sumas de dinero. Finalmente, la benefactora resulta ser Leonor, la última huésped de la pensión, que robaba dinero en el banco y finalmente es descubierta por la policía.

## Representaciones destacadas
- Teatro (Estreno, 1957). Intérpretes: Elvira Noriega, Luisa Sala, Victoria Rodríguez, Ángel Picazo, Pastor Serrador, Teófilo Calle.
- Cine (1963, con el título de El sol en el espejo). Intérpretes: María Asquerino, Pepe Isbert, Ismael Merlo, Gracita Morales, Venancio Muro, Erasmo Pascual.